# Xysticus erraticus
Xysticus erraticus là một loài nhện trong họ Thomisidae.
Loài này thuộc chi Xysticus. De struikkrabspin được John Blackwall miêu tả năm 1834.

## Hình ảnh

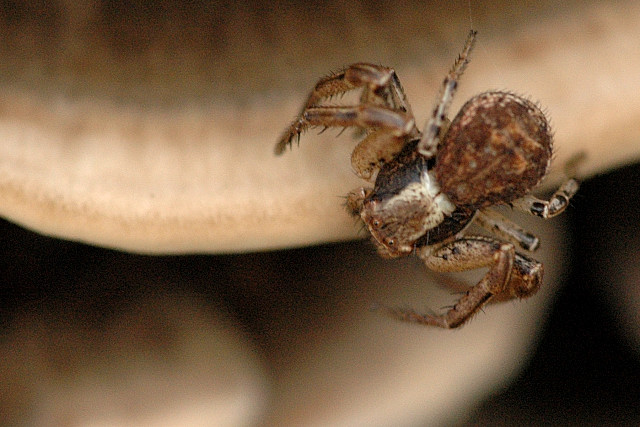